# Scooby-Doo! Abrakadabra!
A Scooby-Doo! Abrakadabra! (eredeti cím: Scooby-Doo! Abracadabra-Doo) 2010-ben bemutatott amerikai televíziós 2D-s számítógépes animációs film, amelynek a rendezői Spike Brandt és Tony Cervone, a producere Sam Register, az írója Alan Burnett, Paul Dini és Misty Lee. A film a Warner Bros. Animation gyártásában készült, a Warner Home Video forgalmazásában jelent meg. Műfaját tekintve filmvígjáték.
Amerikában 2010. február 16-án mutatták be a DVD-n, Magyarországon pedig 2010. április 30-án jelent meg, szintén DVD-n.

## Cselekmény
A történet szerint a Rejtély Rt. írországi kastélyhoz utazik, ahol a Whirlen Merlin Mágiaakadémia található és ahol Vilma húga, Madelyn is tanul. A helyet egy jégkrémmágnás igyekszik bezáratni, miközben megjelenik egy szellem és egy félig sárkány, félig oroszlány lény, a griff is. A csapat igyekszik helyt állni és kideríteni a hely körüli rejtélyeket.

## Szereplők
| Szereplő           | Eredeti hang         | Magyar hang          |
| ------------------ | -------------------- | -------------------- |
| Scooby-Doo         | Frank Welker         | Vass Gábor           |
| Fred               | Frank Welker         | Markovics Tamás      |
| Bozont             | Matthew Lillard      | Fekete Zoltán        |
| Diána              | Grey DeLisle         | Hámori Eszter        |
| Vilma              | Mindy Cohn           | Madarász Éva         |
| Madelyn Dinkley    | Danica McKellar      | Huszárik Kata        |
| Merlin Whirlen     | James Patrick Stuart | Szabó Sipos Barnabás |
| Marlon Whirlen     | Brian Posehn         | Dévai Balázs         |
| Ms. Alma Rumlibumm | Diane Delano         | Horváth Zsuzsa       |
| Mr. Calvin Curdles | Jeffrey Tambor       | Epres Attila         |
| Crystal            | Crystal Scales       | Pálfi Kata           |
| Amos a házvezető   | John DiMaggio        | Faragó András        |
| Treena             | Olivia Hack          | Törtei Tünde         |
| Sherman            | Dee Bradley Baker    | Elek Ferenc          |
| A seriff           | John Stephenson      | Kajtár Róbert        |
| Maxwell            | TBA                  | Szvetlov Balázs      |